# Campionati europei di nuoto artistico 2025 - Duo libero femminile
La gara dal duo libero femminile ai campionati europei di nuoto artistico 2025 si è svolta il 4 giugno 2025 presso il Penteada Olympic Swimming Pools Complex di Funchal. Hanno preso parte alla competizione 15 squadre nazionali

## Risultati
| Pos. | Atleti                                       | Squadra    | DD    | EL       | AI       | Punti    | Pen |
| ---- | -------------------------------------------- | ---------- | ----- | -------- | -------- | -------- | --- |
|      | Enrica Piccoli Lucrezia Ruggiero             | Italia     | 55.30 | 135.6183 | 115.0500 | 250.6683 |     |
|      | Lilou Lluis Iris Tio                         | Spagna     | 46.95 | 121.7825 | 126.5500 | 248.3325 |     |
|      | Klara Bleyer Amélie Blumenthal Haz           | Germania   | 52.50 | 127.4950 | 109.6000 | 237.0950 |     |
| 4    | Laelys Alavez Romane Lunel                   | Francia    | 51.15 | 121.9908 | 113.0500 | 235.0408 |     |
| 5    | Daria Moshynska Anastasiia Shmonina          | Ucraina    | 44.50 | 103.7899 | 116.5000 | 220.2899 |     |
| 6    | Lea Anna Krajcovicova Zofia Strapekova       | Slovacchia | 46.55 | 112.1504 | 101.2000 | 213.3504 |     |
| 7    | Sofia Evangelia Malkogeorgou Vasiliki Thanou | Grecia     | 37.90 | 95.3913  | 113.0500 | 208.4413 |     |
| 8    | Maria Alavidze Nita Natobadze                | Georgia    | 48.75 | 102.9330 | 101.2000 | 204.1330 |     |
| 9    | Selin Hurmeric Ece Ungor                     | Turchia    | 41.45 | 81.3980  | 102.9000 | 184.2980 |     |
| 10   | Julie Lewczyszynova Sofie Schindlerova       | Rep. Ceca  | 41.25 | 78.6024  | 91.2500  | 169.8524 |     |
| 11   | Sasha Miteva Dalia Penkova                   | Bulgaria   | 36.85 | 72.4341  | 91.9500  | 164.3841 |     |
| 12   | Mari Moilala Iiris Nurmi                     | Finlandia  | 29.80 | 65.0983  | 92.7000  | 157.7983 |     |
| 13   | Anna Luiza Carvalho Ines Dubini              | Portogallo | 35.25 | 62.6696  | 92.5000  | 155.1696 |     |